# Samandarina
La samandarina es un alcaloide esteroide que se puede encontrar en individuos del suborden Urodela (orden Caudata), como en la salamandra común (Salamandra salamandra). Es una toxina potente que estos individuos secretan por la piel, gracias a glándulas especializadas. Esta es la responsable de generar irritación al tocar este tipo de animales, pues su toxicidad no es la misma en la superficie cutánea que ingerida; además de que la cantidad producida por un individuo es relativamente pequeña. No obstante se ha de tener precaución con este alcaloide, pues es extremadamente tóxico. Así, su dosis letal media (DL50) es de 70μg/kg en ratones (Mus musculus) y de 700-900µg/kg en perros (Canis lupus familiaris). Además, presenta ciertos efectos analépticos, como lo hacen otros alcaloides similares, como la picrotoxina y el cardiazol. Presenta una masa molecular de 305,46g/mol. Presenta además, gran parecido con compuestos que intervienen en su proceso de síntesis; es decir, precursores o derivados. Este es el caso de la samandarona y la samandaridina.